# 명비 범씨
명비 범씨(베트남어: Minh phi Phạm thị, 한자:明妃 范氏; 1448년 ~ 1498년)는 베트남의 후 여 황조 제5대 황제 여성종의 비(妃)이다. 아버지는 범문료(范文遼)이다.
1461년 7월 (광순 2년), 입궁하는 명령을 받았다. 같은해 9월 첩여(婕妤)에 책봉되었다. 1463년 (광순 4년) 뢰의공주(雷懿公主)을 낳았다. 1465년 (광순 6년) 수원(修媛)이 되었다. 1466년 (광순 7년) 친왕 여총(黎鏦)을 낳았다. 4년 후 난명공주(兰明公主)는 수원 범씨로부터 태어났다. 1471년 (홍덕 2년) 소원(昭媛)에 올랐다. 6년 후 공식적으로 비(妃)에 책봉되었고 명비(明妃)라고 불렸다. 후궁에서 2번째로 높은 순위에 올랐다. 1497년 (홍덕 27년) 려성종은 54세의 나이로 사망했다. 왕실의 전통에 따르면, 명비는 1498년에 죽을 때까지 천안궁(天安宫)으로 이사했으며 살았다.

## 참고
- 대월통사 - 후비전 (後妃傳) - 려귀돈